# Lepanthes otopetala
Lepanthes otopetala är en orkidéart som beskrevs av Carlyle August Luer. Lepanthes otopetala ingår i släktet Lepanthes och familjen orkidéer.
Artens utbredningsområde är Panamá. Inga underarter finns listade i Catalogue of Life.